# Eumonhystera dispar
Eumonhystera dispar är en rundmaskart. Eumonhystera dispar ingår i släktet Eumonhystera, och familjen Monhysteridae. Arten är reproducerande i Sverige.